# فلورتجي ديزنج
فلورتجي فلورا ديزنج ، (من مواليد 31 أغسطس 1970 في هيمستيده) هي مقدمة ومنتجة في الإذاعة والتليفيزيون الهولندية، كاتبة ومراسلة، وأشتهرت ببرامج السفر الوثائقية.
منذ 1995 قامت فورتجي ديزينج بتغطية أكثر من 120 دولة تجولت فيهم ببرامجها التلفيزيونية، التي كانت تتألف في معظمها من قبل شركة إنتاج خاصة بها، بالإضافة للبث في عدة قنوات تليفيزيونية. وكانت برامجها: 
- Arrivals
- Yorin
- Travel
- RTL
- Travel
- 3 op Reis
- Floortje Naar Het Einde Van De Wereld

## كوريا الشمالية
في 2011 قامت فلورتجي ديزنج وطاقمها بالسفر إلى كوريا الشمالية، ليصبح ثاني فريق في التاريخ يسمح له بالتصوير بالسياحة التليفيزيونة في تلك البلد، وقد كتبت أيضا عدة أدلة السفر.

## التجارة العادلة والبيئة
فلورتجي جددت طرح الاستفادة من النباتات والحفاظ على البيئة، وحفزت التي تبيع التجارة العادلة، وإنتاج ملابس صديقة للبيئة.
في عام 2009 كان فلورتجي من المؤيدين لحملة منظمة السلام الأخضر  للحفاظ على المناخ تحت شعار 'You Turn the Earth.' (أنت تدير الأرض) وقامت بعمل رحلات سفاري لأشياء أيجابية أخرى.
طرق صديقة للبيئة، على سبيل المثال عن طريق استخدام وسائل النقل العام بشكل متكرر أكثر من ذي قبل. يستخدم خلع الملابس يسافر إلى رفع مستوى الوعي حول هشاشة الأرض، والتأكيد على أهمية اتخاذ رعاية جيدة منه.
التصميم هو أيضا نشطة سفيرا للصليب الأحمر الدولي والمؤسسة الهولندية ماكس هافلار للتجارة العادلة.

## روابط خارجية
- فلورتجي ديزنج على موقع IMDb (الإنجليزية)
- فلورتجي ديزنج على موقع قاعدة بيانات الفيلم (الإنجليزية)